# Titu Cusi
Titu Cusi Yupanqui (em quíchua Titu Cussi Yupangui, 1526-1570), foi o Terceiro Inca do Reino de Vilcabamba, reinando entre 1560 e 1570. Foi filho de Manco Inca, neto de Huayna Capac   e meio-irmão de Sayri Túpac (o Segundo Inca de Vilcabamba que decidira aceitar os termos oferecidos pelo espanhóis e renunciou ao trono). A partir da renuncia de Sayri Túpac, Titu Cusi foi proclamado governante do Reino de Vilcabamba (que incluía além da cidade de Vilcabamba, as cidades de Vitcos e Rangaya). 

## A chegada de Titu Cusi ao poder
Manco Inca o primeiro Inca de Vilcabamba foi assassinado por espanhóis que residiam na própria cidade, foi sucedido por Sayri Túpac que logo aceitou sair de Vilcabamba. No entanto Titu Cusi permanecera na cidade, junto com outros membros da elite Incaica entre eles Túpac Amaru. Com a morte de Sayri Túpac em 1561, Titu Cusi foi reconhecido como Inca pela elite que se encontrava a seu lado em Vilcabamba, e Tupac Amaru se tornou co-governante, desempenhando funções religiosas relacionadas ao culto solar. Os próprios espanhóis reconheceram Titu Cusi seguindo sua tática de atrair a elite inca para viver em territórios controlados pelos espanhóis. 

## Início do governo
Desde o início de seu governo Titu Cusi mostrou-se belicoso. Continuamente armava seus homens e ordenava atacar outras cidades. Desta forma, conseguiu dominar em um curto espaço de tempo muitas terras onde cultivavam milho, cañigua, quinoa e coca produzida nos vales quentes, de onde era transportada para Cusco, Abancay, Andahuaylas e Collao, o que deu estabilidade econômica a Vilcabamba.

## Retomada das negociações
A coroa espanhola decidiu para acabar com a guerra, retomando as negociações com a chegada do novo vice-rei Lope García de Castro. Era urgente concluir uma paz duradoura com Titu Cusi pois temia-se uma sublevação geral.  Para isso enviou como embaixador Rodriguez de Figueroa, que chegou a Pampacona e se reuniu com o Inca a quem encontrou ricamente vestido mostrando seu grande poder. 
De suas terras Titu Cusi observava os acontecimentos e procurava tirar partido deles, as experiências anteriores de seu pai, e a morte suspeita de Sayri Túpac, lhe demonstrou que não poderia confiar plenamente nos espanhóis. Mas a ideia de conseguir resistir de arma em punho o avanço espanhol era irrealista. Se quisesse manter sua independência teria de contemporizar. 
Titu Cusi tinha vários trunfos, o mistério pelo qual os espanhóis o viam e o temiam, já que nenhum estrangeiro penetrava nas terras incas, aos mesmo tempo se mantinha informado do que se passava com os espanhóis através dos contatos que mantinham com seus familiares em Cusco (não com a linhagem real de Paullu Inca que ele desprezava, mas com o ramo mestiço de seus irmãos e primos como Pedro Bustinia, Francisco Chávez e Joan Balsa). 
Depois de dias deixando Rodriguez de Figueroa com  os nervos a flor da pele, Titu Cusi aceitou negociar e nomeou duas pessoas para seguir com as negociações: o mestiço Martin de Pando e Juan de Betanzos, que era casado com uma prima sua, Cuxirimay Ocllo.  

## Assinatura do Tratado de Acobamba
Titu Cusi assinou com as autoridades do Vice-Reino do Peru o Tratado de Acobamba em 1566. Nesse tratado finalmente foram encerradas às hostilidades, foi concedido o título de Inga ao Inca e seus descendentes e todos os atos cometidos durante a guerra foram mutuamente perdoados.  O Inca aceitou o catolicismo e recebeu o batismo com o nome de Diego de Castro em 1568. Ele também autorizou a entrada de missionários em Vilcabamba. Estes fatos não foram bem vistos pelos curacas mais radicais.
Isso não impediu que o Titu Cusi a ditar a um escriba, em 1570, uma carta ao rei Filipe II de Espanha, onde expôs seu ponto de vista sobre as agruras que seu povo sofrera ( "Relación de cómo los españoles entraron en Pirú y el subceso que tuvo Mango Inca en el tiempo que entre ellos vivió") , Também conhecido como Instrucción a Lope García de Castro ou Historia de los Yngas 
A atuação de Titu Cusi demonstra como as frações da elite incaica utilizaram várias formas de atuação para resolver suas questões fundamentais: como uma possível recomposição de seu poder de acordo com as tradições andinas e ao mesmo tempo uma adequação ao novo estado de coisas ocasionado pela presença espanhola. Estas questões levaram a formas particulares de resolução delas tais como negociações, alianças e rebeliões armadas, além da resistência pacífica. Desta forma, podemos observar, que o setor que se opõem aos espanhóis se entrincheirando em Vilcabamba orientou sua política para que conserva-se sua antiga tradição andina, mas ao mesmo tempo em que se adaptasse a um processo dramático de assimilação da nova cultura e da nova ordem. 

## Morte
Sua morte, em 1570 , possivelmente causada por pneumonia , embora não exista nenhuma evidência disso, foi um problema para os frades agostinianos que estavam em Vilcabamba, pois na ânsia de ajudar deram misturas que os andinos pensavam que fosse veneno. O religioso Diego Ortiz foi considerado culpado e foi torturado e executado mais tarde. Muitos espanhóis e mestiços que estavam em Vilcabamba também foram executados e novamente começaram as hostilidades.
A elite de Vilcabamba procurava um sucessor e foi assim que Tupac Amaru assumiu o cetro e cingiu a mascapaycha no início de 1571.